# Layton's Mystery Journey: Katrielle and the Millionaires' Conspiracy
Layton's Mystery Journey: Katrielle and the Millionaires' Conspiracy (レイトン ミステリージャーニー カトリーエイルと大富豪の陰謀 Layton's Mystery Journey: Katorīeiru to dai fugō no inbō) és un videojoc de trencaclosques i d'aventura gràfica desenvolupat per Level-5 per a Nintendo 3DS, Android i iOS publicat el 2017. És la setena entrega de la sèrie Professor Layton, i se centra en una nova protagonista, la detectiva Katrielle Layton, que cerca el seu pare desaparegut, el professor Hershel Layton.

## Argument
El professor Hershel Layton ha desaparegut de sobte, i amb l'objectiu de trobar-lo la seva filla, Katrielle Layton, ha obert una agència de detectius amb el seu gos Sherl i el seu ajudant Ernest Greeves. La cerca del seu pare, però, no progressa i, mentrestant, resol tots els casos que li arriben. Durant la història es resolen dotze casos diferents, i entren en escena set milionaris involucrats en una conspiració.

## Jugabilitat
Layton's Mystery Journey és semblant als anteriors videojocs de la sèrie pel que fa a la jugabilitat: el jugador es troba puzles que ha de resoldre a través de la pantalla tàctil per poder avançar en la història. Tot això mentre s'exploren diversos escenaris de Londres i es parla amb els personatges. També hi ha disponibles minijocs. El disseny dels puzles (és l'entrega de la sèrie que en té més) ha anat a càrrec de Kuniaki Iwanami, qui ha substituït Akira Tago després de la seva mort el març del 2016. Les escenes animades del joc les ha produït l'empresa japonesa A-1 Pictures.